# El Raval (Gandía)
El distrito del Raval  es uno de los distritos de la ciudad de Gandía, Valencia que está situado en las inmediaciones del  casco histórico.

## Origen del nombre
El Raval debe su nombre a que antiguamente era un barrio asentado extramuros, es decir, más allá del actual Paseo Germanías que separaba la ciudad amurallada del resto. La palabra raval, cognado del castellano arrabal, procede al árabe hispánico 'arrabáḍ', y este del árabe clásico 'rabaḍ', hecho que tiene una estrecha relación con el origen del barrio ya que estaba ocupado principalmente por población morisca.
El diseño urbanístico del barrio rememora la morfología andalusí con sus calles estrechas y sombreadas a cualquier hora del día.  
Otras ciudades en España cuentan con barrios homónimos como Barcelona (El Raval) o Alicante (Raval Roig).

## Ubicación
El distrito se encuentra trabado entre el paseo Germanías al norte, el río Serpis al sureste y la calle san Vicente al oeste, limitando pues con Benipeixcar y el Centro histórico.

## Lugares emblemáticos
- La parroquia San José cuyo campanario está separado de la iglesia propiamente dicha a causa de un bombardeo durante la guerra civil española.
- Plaza Prado: con el refugio antibombardeos y el árbol y su leyenda. En la plaza del prado se ubicara de nuevo el tradicional mercado popular